# Книгопечатание при Петре I
Книгопечатание при Петре I получило быстрое развитие, как и прочие сферы жизни российского общества.
Познакомившись в 1697 году в Амстердаме с типографом Яном Тессингом, Пётр I выдал ему разрешительную грамоту на открытие в этом городе русской типографии для печатания книг по различным отраслям знания. Издание церковных книг продолжалось на Печатном дворе в Москве. Сотрудником Тессинга был Илья Копиевич (Копиевский), с 1707 года обосновавшийся в России.
В 1698 году Илья Копиевский по распоряжению Петра I напечатал в Амстердаме «Краткое собрание Льва миротворца, августейшего греческого кесаря, показующее дел воинских обучение». В 1701 году в типографии Копиевича была напечатана «Книга учащая морского плавания». Тем же шрифтом между 1705 и 1735 годами были напечатаны несколько книг в Галле и Кёнигсберге. В Амстердаме же Пётр I заказал новый гражданский шрифт, который вошёл в употребление с 1708 года. Отливка гражданского шрифта началась в 1707 году и производилась словолитцем Михаилом Евреиновым. Первой книгой гражданской печати стала «Геометрия», напечатанная в 1708 году. Первые книги, напечатанные гражданским шрифтом, являются библиографической редкостью: это произошло и потому, что в 1752, 1769 и 1779 годах накопившиеся издания прежних годов употреблялись, для очищения места в конторе синодальной типографии, на обертки вновь выходящих книг.
Московский печатный двор поступил в заведование начальника Монастырского приказа. Московская типография с начала XVIII века находилась под управлением справщика (позднее — директора) Фёдора Поликарпова. До 1708 года печатание производилось только славянским шрифтом.
Выходившие с 1703 года «Ведомости о военных и иных делах» печатались первоначально в Москве, а затем то в Петербурге, то в Москве. Шрифт употреблялся для них с 1710 года большей частью гражданский, а с 1717 года — исключительно гражданский, кроме реляций о военных действиях.
Одновременно с реформой в сфере образования в первой четверти XVIII века бурное развитие получило издательское дело. В 1703 году вышла в свет «Арифметика, сиречь Наука числительная…» Л. Ф. Магницкого, которая вводила арабские цифры вместо буквенных, а затем Магницкий и А. Д. Фарварсон выпустили «Таблицы логарифмов и синусов».
В 1711 году в Петербурге была основана первая типография, ставшая позднее синодальной. Её директором был назначен Михаил Аврамов. Первым её изданием, вероятно, стала «Реляция сего Апреля 11 дня», напечатанная гражданским шрифтом в 3 нумерованные страницы с выходными данными «11 мая 1711 г. в Санкт-Питерзбурке». Первые мастера в этой типографии были из Риги и Ревеля. С 1717 года здесь с большой пользой работали два брата голландца, Иван и Вильям Купи, обучавшие и российских учеников. Первая книга, вышедшая из петербургской типографии, была «Марсовая книга». До 1721 года петербургская типография находилась в ведомстве Оружейной канцелярии, а в 1721 году все типографии духовного ведомства (в Петербурге, Москве, Киеве, Чернигове) были переданы в ведение Священного Синода.
В Петербурге были также открыты типографии при Сенате и Морской академии, печатавшие одни указы царя, и при Александро-Невской лавре (основана в 1720), где печатались узаконения по духовному ведомству, проповеди Феофана Прокоповича и др. духовные книги; первой напечатанной там книгой стала «Первое учение отроком», составленная Ф. Прокоповичем.
Развитие книгопечатания повлекло за собой начало организованной книготорговли, а в 1714 году в Петербурге была открыта государственная библиотека, заложившая основу для Библиотеки Академии наук.
По указанию Петра I переводчиком Посольского приказа П. В. Постниковым был выполнен первый перевод Священного Писания мусульман под названием «Алкоран о Магомете, или Закон турецкий, переведенный с французскаго языка на российский». Этот перевод был опубликован в 1716 году в Петербурге, в Синодальной типографии. Его предваряет краткое сообщение «О вере турецкой» — первое печатное изложение мусульманского вероучения на русском языке. Также в Петербурге была переведена с латинского языка И. И. Ильинским и издана в 1722 году «Книга Систима, или Состояние мухаммеданския религии» Д. К. Кантемира.
Пётр I не ограничивался указаниями, что нужно перевести, какие руководства и в каком духе составить, но обычно, если имел возможность, просматривал переводы, делал корректуры, указывал тиражи изданий. Как правило они не превышали 1000—2000 экземпляров. Исключение составляли учебники и политически ангажированные труды: тираж «Азбуки» 1722 года — 14292 экземпляра, «Азбуки» 1725 года — 11840 экземпляров, книга П. П. Шафирова «Рассуждение, какие законные причины его Величество Петр Великий… к начатию войны против короля Карла XII, шведского, в 1700 году имел…» была отпечатана в количестве 20 тысяч экземпляров.
Для печатания светской учебной, научной и специальной литературы, а также законодательных актов были созданы новые типографии в Москве, Петербурге и других городах, выпустившие в свет в годы правления Петра I более 600 названий книг и других изданий, большое число которых были переводными. С 1708 по 1725 год было напечатано книг больше, чем в предыдущие полтора века от «Апостола» Ивана Фёдорова.